# Fantasy-Jahr 1998
Übersicht

◄◄ | ◄ | 1994 | 1995 | 1996 | 1997 | Fantasy-Jahr 1998 | 1999 | 2000 | 2001 | 2002 | ► | ►►

Weitere Ereignisse

## Ereignisse
- 12. Fantasy Filmfest 29. Juli – 26. August in den Städten Hamburg, Berlin, Köln, München, Sulzbach und Esslingen